# Canavalia sericea
Canavalia sericea är en ärtväxtart som beskrevs av Asa Gray. Canavalia sericea ingår i släktet Canavalia och familjen ärtväxter. IUCN kategoriserar arten globalt som livskraftig. Inga underarter finns listade i Catalogue of Life.

## Bildgalleri

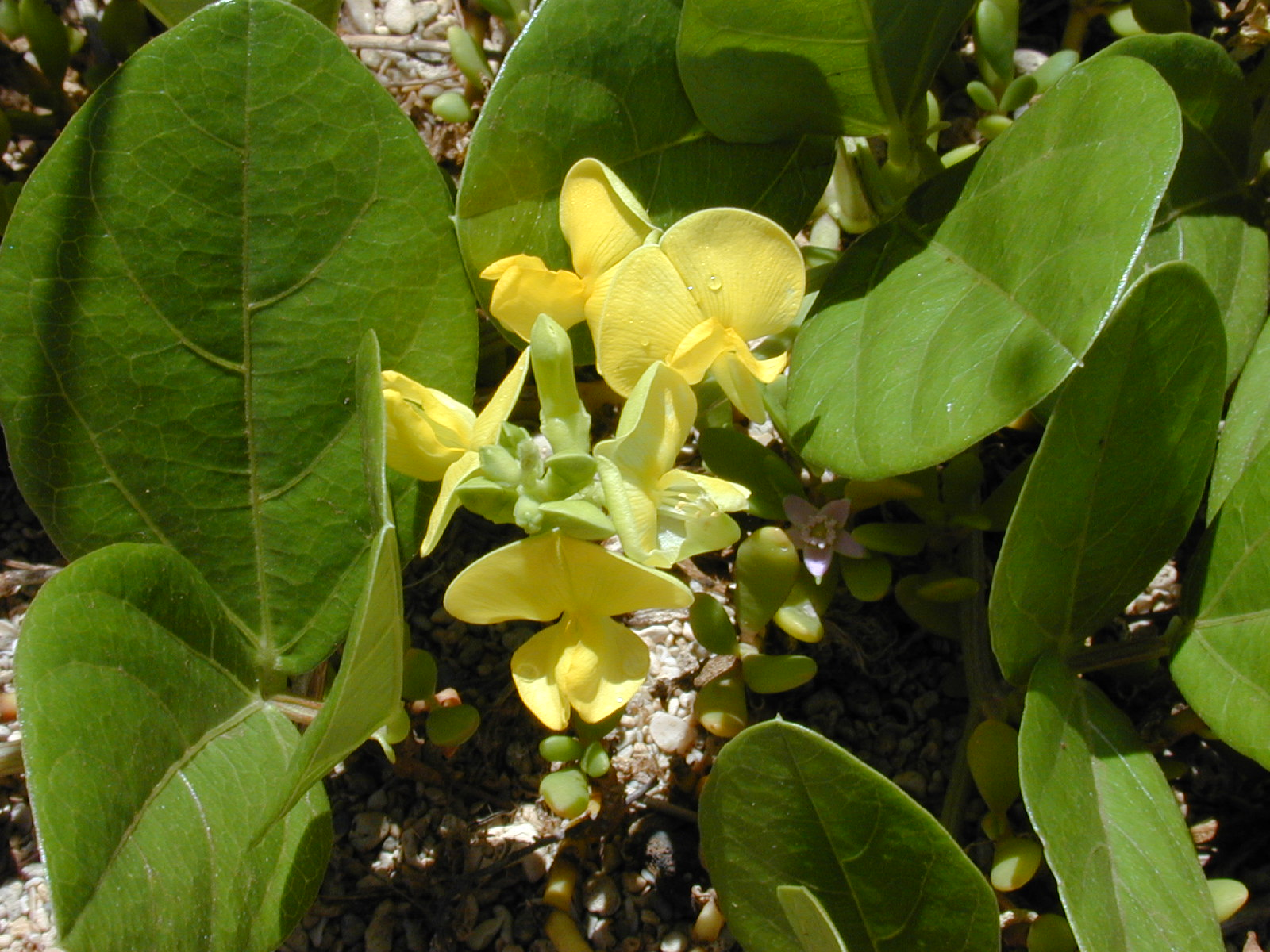
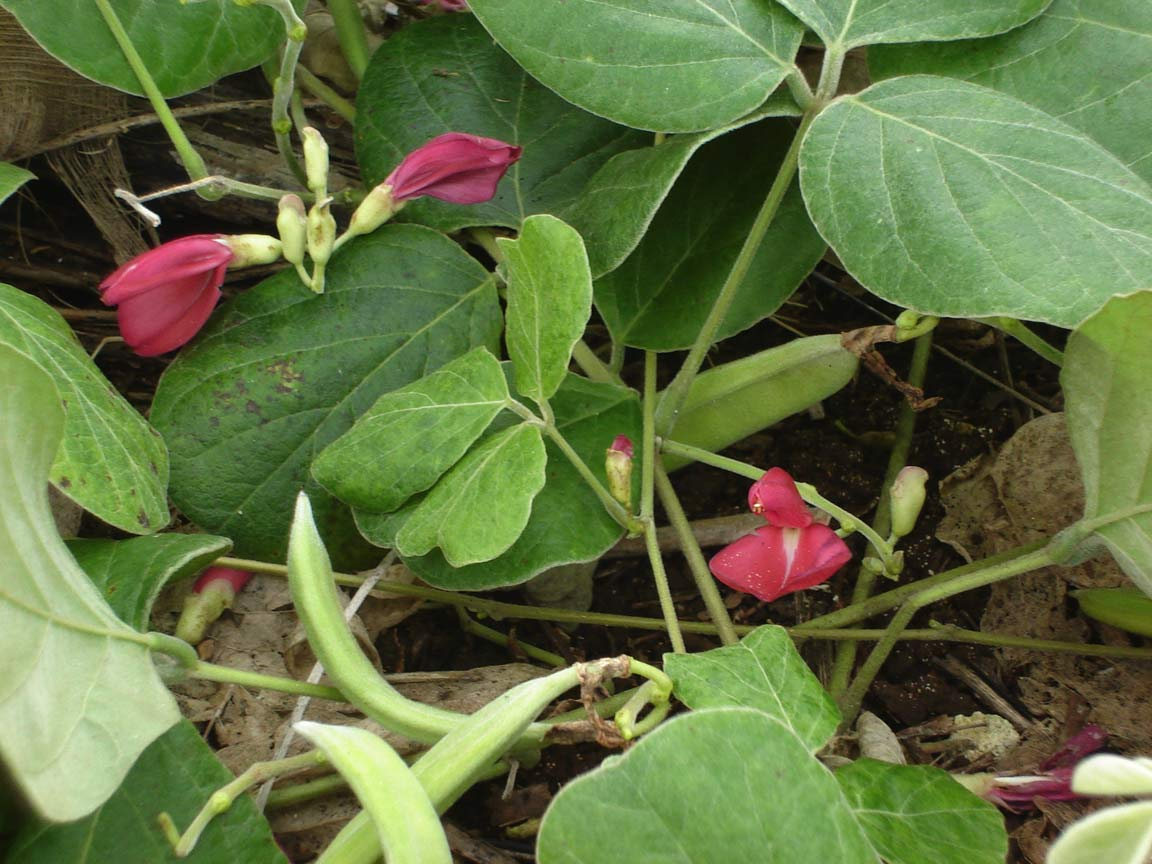
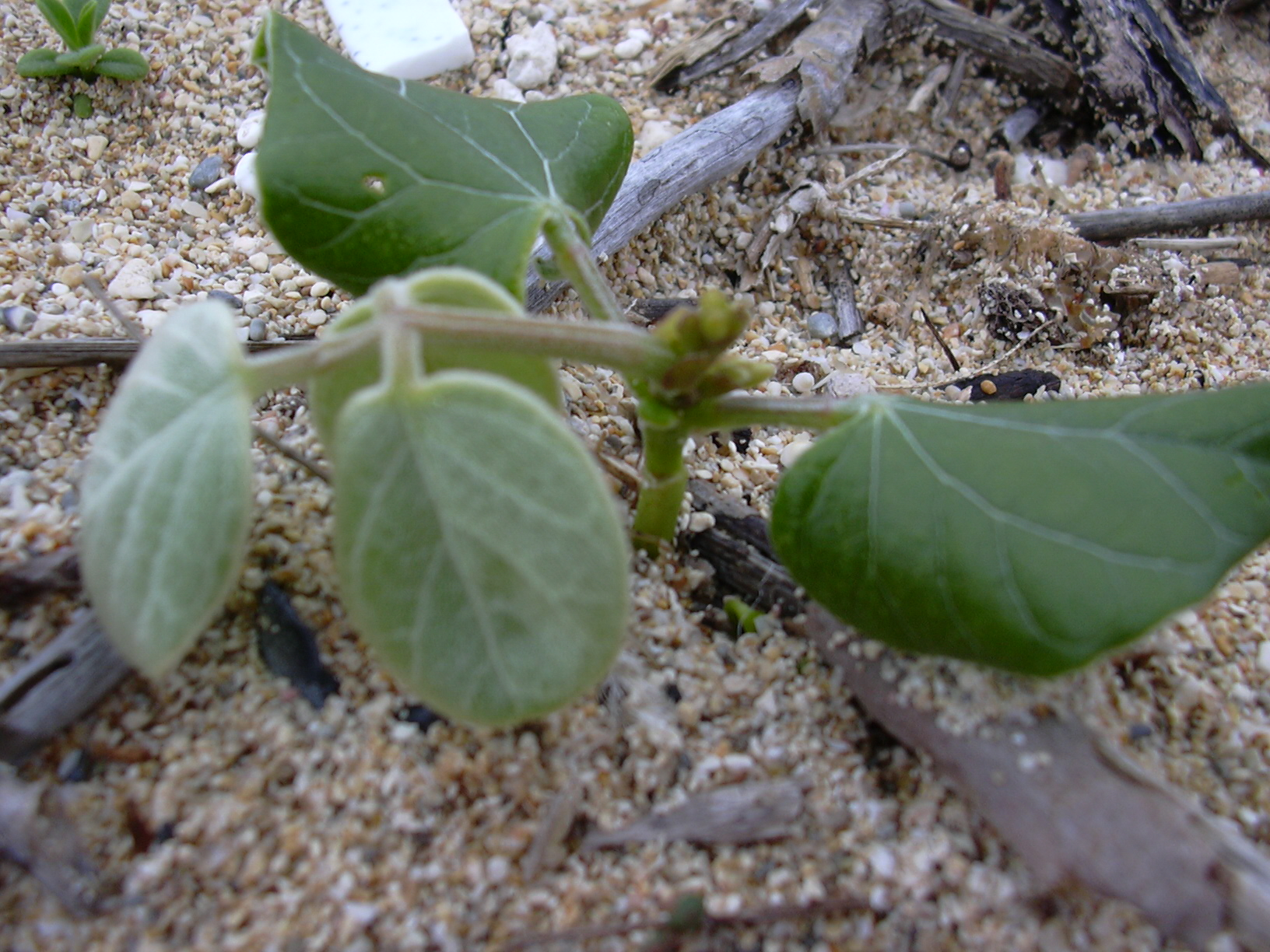
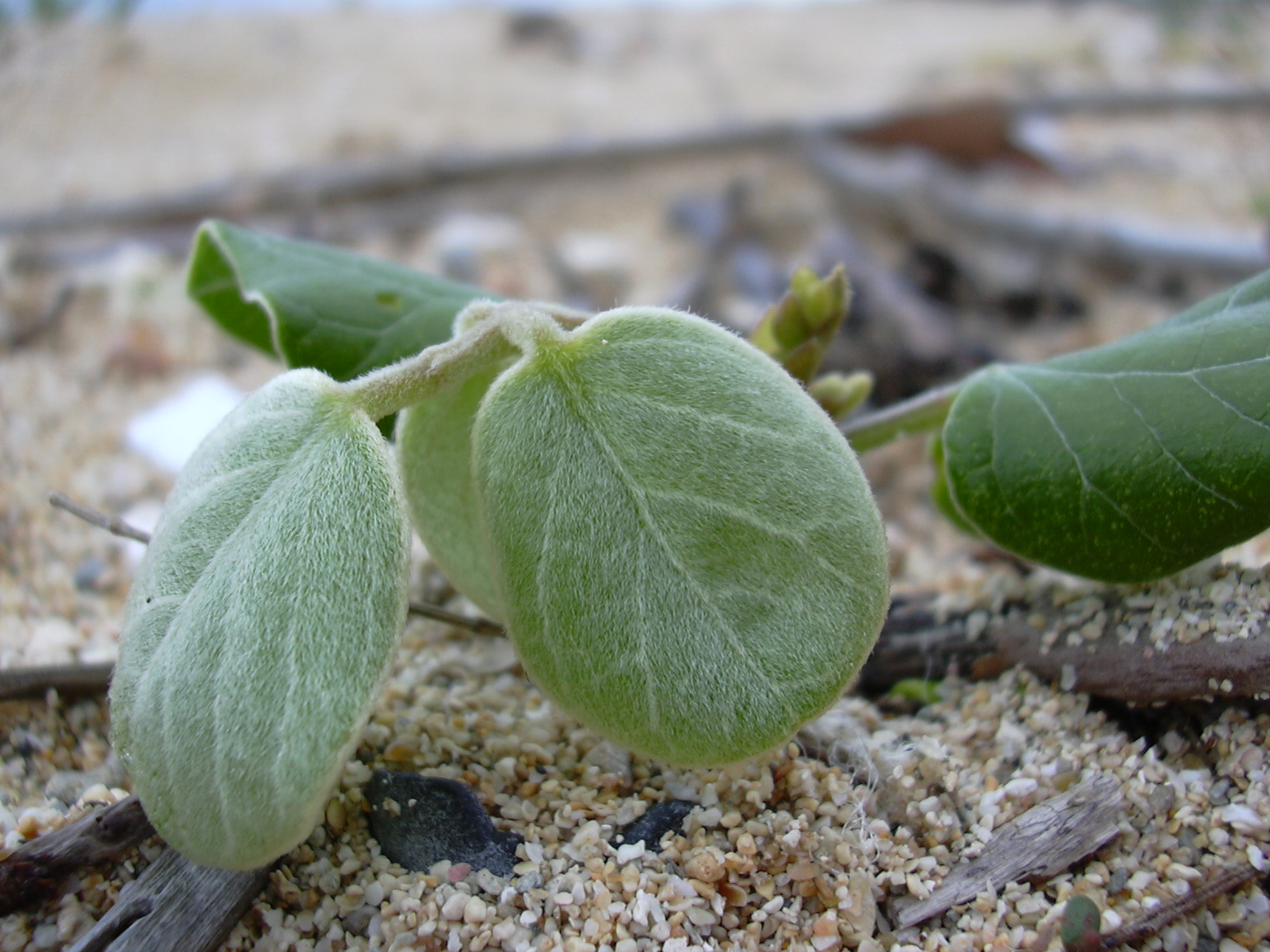
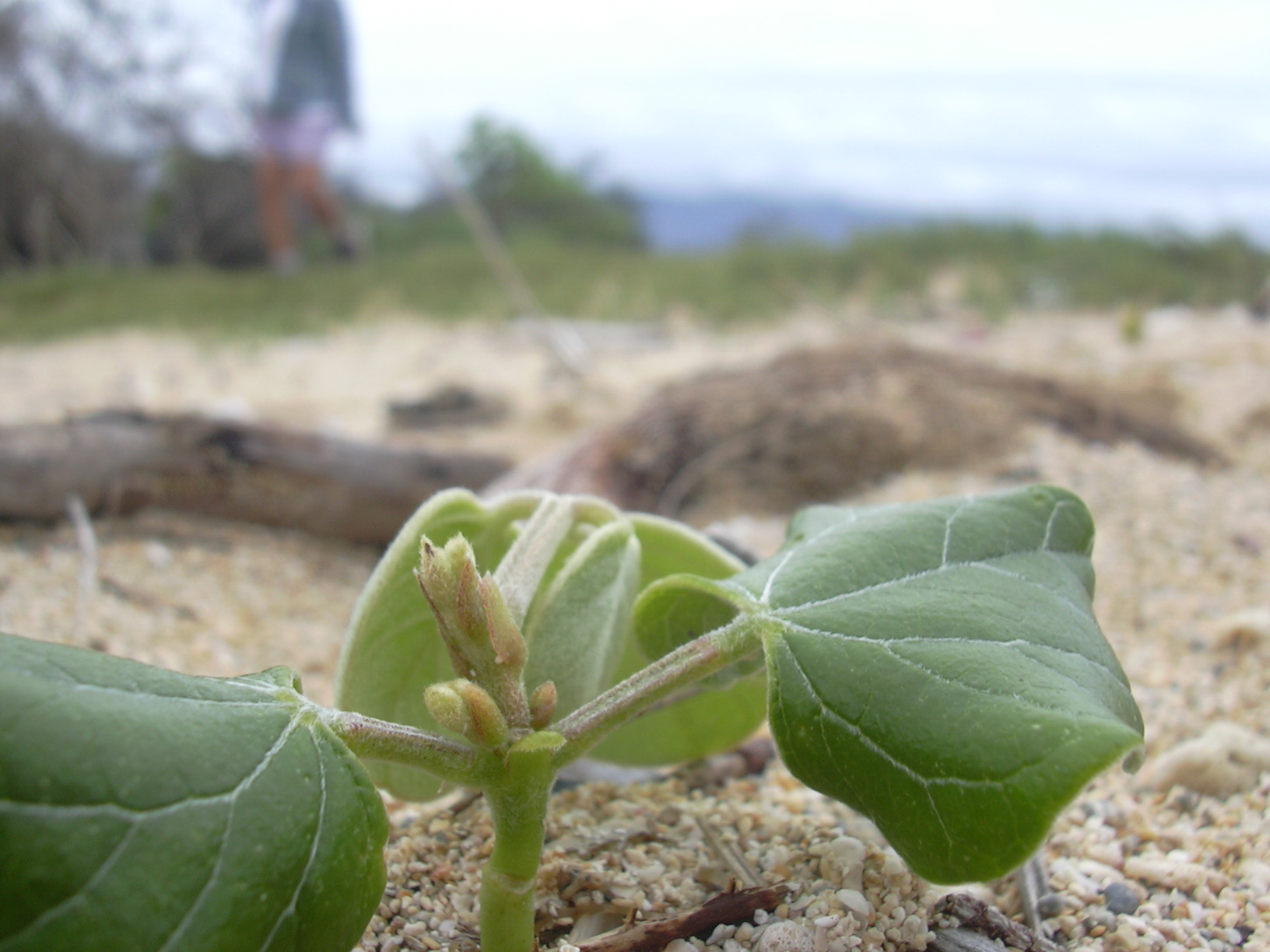